# Leea Klemola
Leea Elisabet Klemola (* 16. August 1965 in Veteli) ist eine finnische Schauspielerin, Regisseurin und Dramatikerin.

## Leben
Leea Klemola verbrachte mehrere Jahre ihrer Kindheit im schwedischen Göteborg. Ihre Eltern zogen erst 1972 zurück nach Finnland. Während ihrer Jugendzeit bis zu ihrer Zeit im Studium litt sie an Bulimie. Sie studierte von 1987 bis 1991 an der Theaterakademie Helsinki. Anschließend gründete sie das Theater Aurinkoteatterissa mit. Sie wirkte dort über zehn Jahre lang als Theaterdirektorin und inszenierte mehrere ihrer eigenen Theaterstücke selbst. Ihr Debüt als Dramatikerin gab sie mit dem 1995 uraufgeführten Stück Kahelianainen. Seitdem folgten mehrere weitere Stücke, hauptsächlich Komödien, die sie teilweise mit ihrem jüngeren Bruder, dem Schauspieler und Produzenten Klaus Klemola, schrieb.
Ihr Filmdebüt gab Klemola bereits während ihrer Studienzeit in der kleinen Nebenrolle der Aino in dem von Pekka Parikka inszenierten Kriegsfilm Winterkrieg. Seitdem wirkte sie in über 45 Film- und Fernsehprojekten mit und ist für mehrere unterschiedliche Schauspielpreise nominiert und ausgezeichnet worden. Insbesondere für ihre Darstellung der Eevi in dem von Auli Mantila inszenierten Thriller Die Nacht des Schmetterlings und ihr Spiel der Maarit Majantie in dem von Simo Halinen inszenierten Drama Kerron sinulle kaiken wurde sie jeweils als Beste Hauptdarstellerin mit einem Jussi ausgezeichnet.
Nachdem sie als Drehbuchautorin an dem 2007 veröffentlichten Fernsehfilm Hopeanuolet mitgeschrieben und 2009 in einer Folge der Fernsehserie Presidentin kanslia die Regie übernommen hatte, debütierte sie mit dem Fernsehfilm Maaseudun tulevaisuus als Regisseurin für einen Langspielfilm. Die Literaturverfilmung war die Adaption ihres gleichnamigen Theaterstückes, das sie ein Jahr zuvor mit ihrem Bruder geschrieben hatte.
Klemola lebt aktuell (Stand: Juni 2023) mit ihrer Familie nahe Helsinki.

## Filmografie
- 1989: Winterkrieg (Talvisota)
- 1992: Der Verlorene Sohn (Tuhlaajapoika)
- 1997: Die Nacht des Schmetterlings (Neitoperho)
- 2000: Komplizinnen aus Angst (Pelon maantiede)
- 2007: Miehen työ
- 2013: Kerron sinulle kaiken
- 2020: Nurses (Syke, Fernsehserie, eine Folge)
- 2022: Huonot naiset

## Theaterstücke
- Kahelianainen (1995)
- Seksuaali (1998)
- Anne Krankin Päiväkirja (2001)
- Jessika – Vapaana syntynyt (2002)
- Kokkola (2004)
- Kohti kylmempää – Retkikunta jääkauteen (2008)
- New Karleby (2011)
- Jessikan pentu (2012)
- Mammoth (Jessikan pentu) (2013)
- Maaseudun tulevaisuus (2014)
- Vaimoni, Casanova (2016)
- Arktiset leikit (2019)
- Minä, Askartelija (2021)